# Vertical
Vertical – polska powieść fantastycznonaukowa autorstwa Rafała Kosika, wydana w 2006 r. przez wydawnictwo Powergraph (ISBN 83-921466-4-6). Druga powieść tego autora (pierwszą był Mars). 

## Odbiór
Otrzymała nagrodę Nautilus 2006, nominowana do Nagrody im. Janusza A. Zajdla (2006) oraz Sfinksa (2007).
Powieść była zrecenzowana m.in. w Nowej Fantastyce 2006/11.
Przetłumaczona na język czeski przez Roberta Pilcha, wydana w 2009 nakładem wydawnictwa Laser-books.

## Fabuła
Powieść składa się z dwudziestu sześciu rozdziałów, epilogu oraz prologu. Fabułę można podzielić, także na trzy części, które jednak nie są w żaden sposób wyróżnione w książce.
W świecie książki ludzie żyją w stalowych miastach wspinających się po linach, dążąc do bliżej nieokreślonego Celu. Główny bohater, Murk, jest mieszkańcem jednego z takich miast, Aristo. W przeciwieństwie do znacznej większości społeczeństwa, nie interesuje go Cel – jest zafascynowany przeszłością. Szuka odpowiedzi na pytania, które nie powstają w głowach przeciętnych obywateli. 
W drugiej części scenografia znacznie się zmienia. Towarzyszymy Jonathanowi, mieszkańcowi Herlanu i badaczowi niebieskiemu, który po linach, wyprawia się w górę by, ze znacznej odległości, obserwować miasta pnące się w górę. Niestety, od pewnego czasu jego profesja nie cieszy się zbytnią popularnością. By zachować życie zgadza się na, wcale tego nie gwarantującą, propozycję gubernatora.
W trzeciej części wracamy do Murka. Jego perypetie są, od czasu do czasu, przeplatane krótkimi fragmentami informującymi nas o kolejnych poczynaniach Jonathana.